# Vlado Kreslin

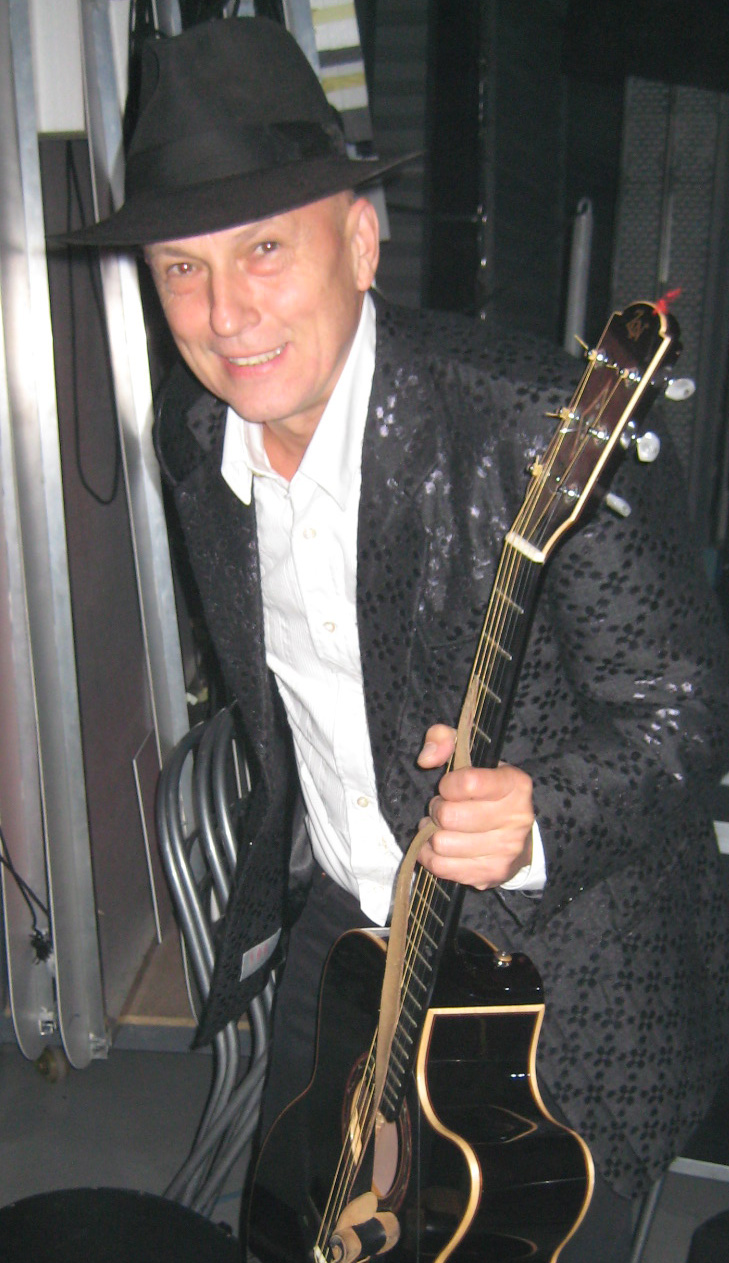
Vlado Kreslin en 2007

Vlado Kreslin est un musicien et auteur slovène, né à Beltinci le 29 novembre 1953. Adolescent, il est le chanteur principal du groupe de rock Martin Krpan. Plus tard, il joue avec un groupe folklorique de son village natal dont les autres membres avaient tous plus de 70 ans. Ses deux groupes se produisent souvent ensemble, mélangeant plusieurs générations sur scène.
Il est aujourd'hui l'un des musiciens et auteurs-compositeurs slovènes les plus connus et les plus estimés, et, s'inspirant de l'héritage local, il occupe sa propre niche sur la scène musicale slovène. Des groupes de rock slovènes modernes tels que Siddharta ont travaillé avec lui. Il a également joué avec REM.
Ses concerts annuels au Cankar Hall de Ljubljana y sont devenus un événement traditionnel. Il se produit constamment dans le monde entier et a ouvert deux fois pour Bob Dylan et quelques autres groupes mondiaux. Son genre est un mélange de blues et de musique folklorique slovène. Son répertoire comprend des chansons en anglais, italien, bosniaque, croate, ou serbe.
Il a été acteur dans plusieurs films, dont Halgato et Slavic Angel, et la pièce Three Other Sisters in Milwaukee.
En 2009, invité par l'université Yale, il est nommé Quincey Porter Fellow.

## Discographie
- Vlado Kreslin – cassette (ZKP RTV Ljubljana, 1985)

## Filmographie
- Geniji ali genijalci (Vozny) musique, 1983
- Ljubezni Blanke Kolak (B.Jujaševič), musique, 1986
- Čisto pravi gusar (A.Tomašič), musique, 1986
- Korak čez (I.Šmid) musique Martin Krpan, musique, 1987
- Nekdo drogue, acteur, 1989
- Halgato ( A.Mlakar) acteur et musicien, 1994
- Poredušov Janoš (A.Tomašič), musique, 1998
- Poj mi pesem (M.Zupanič) biodocumentaire, 2018